# Paul Margueritte

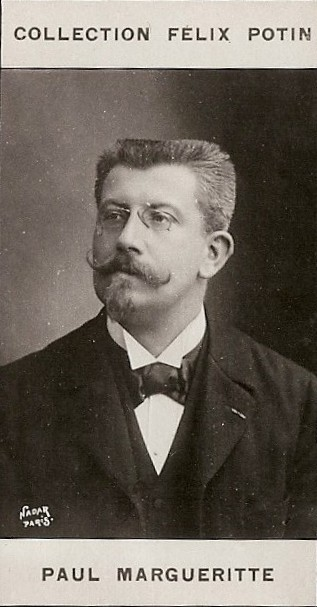
Paul Margueritte, ca 1900.

Paul Margueritte, född den 20 februari 1860 i Laghouat i Algeriet, död den 30 december 1918 i Hossegor i departementet Landes, var en fransk författare. Han var son till general Jean-Auguste Margueritte.
Margueritte skrev romanerna Mon père (1884), Tous quatre (1885), Pascal Géfosse (1887), Jours d'épreuves (1889), Amants (1890), Ma grande (1893), La tourmente (samma år) och Lassor (1896) med mera. Han förenade sig 1897 till gemensamt romanförfattarskap med brodern Victor. De skrev tillsammans salongsromanen Le carnaval de Nice (1897) och barnberättelsen Poum (samma år). Gripande och trogna är deras skildringar från kriget 1870-71, Le désastre (1898), Les tronans de glaive (1900), Les brares gens (1901) och La commune (1904), som tillsammans bär namnet Une époque. Deras sociala romaner, av vilka Femmes nouvelles (1899) yrkar på kvinnoemancipationen, Les deux vies (1902) på lättare äktenskapsskillnader, och Le prisme (1905) gisslar penninggiftermålen, är burna av stark reformatorisk tendens. Nämnas kan även L'eau souterraine (1903), Les pas sur le sable (1906), Vanité (1907) och Prostituée (samma år). Från 1908 skrev Paul Margueritte och hans bror var för sig. Paul Margueritte var en av de fem franska författare, som efter La terre bröt med Zola och krävde en 
mer psykologiserande, finare analytisk roman. Han var medlem av Goncourtakademien alltifrån dess instiftande. 